# Lombokhoningeter
De lombokhoningeter (Sugomel lombokium) is een zangvogel uit de familie Meliphagidae (honingeters). De vogel kreeg in 1926 zijn geldige wetenschappelijke naam van de Australische vogelkundige Gregory Mathews ("Meliphaga lombokia, new name for Ptilotis virescens
Wallace cf. Cat. Birds Brit. Mus. vol. ix. pi. vii. fig. 1, not Vieillot, 1817.") Op grond van in 2021 gepubliceerd onderzoek kan de soort worden ingedeeld bij het geslacht Sugomel.

## Verspreiding en leefgebied
Deze soort is endemisch op de Kleine Soenda-eilanden, met name Lombok, Soembawa en Flores.

## Status
De grootte van de populatie is niet gekwantificeerd maar de soort wordt omschreven als schaars tot algemeen. Op de Rode lijst van de IUCN heeft deze soort de status niet bedreigd.